# Sjeverna Mađarska
Sjeverna Mađarska (mađarski: Észak-Magyarország) je jedna od sedam mađarskih statističkih regija.

## Zemljopis
U statističkom smislu ova regija pokriva područja Boršod-abaújsko-zemplénske, Heveške i Nogradske, dok se u kolokvijalnom govoru pod ovim nazivom smatra područje županije Szabolcs-Szatmár-Bereg. Regija se nalazi u sjeveroistočnom dijelu zemlje. Najveći grad i središte regije je Miškolc.

### Veći gradovi
Miškolc, Eger, Salgótarján, Ózd, Kazincbarcika, Sárospatak, Sátoraljaújhely, Tiszaújváros, Tokaj, Đunđuš, Hatvan, Balassagyarmat.

## Turističke znamenitosti

### Dvorci
- Dvorac u Egeru
- Dvorac u Diósgyőru
- Dvorac u Füzéru

## Vanjske poveznice
- Službena stranica Boršod-abaújsko-zemplénske županije
- Službena stranica Heveške županije
- Službena stranica Nogradske županije
- Službena stranica grada Miskolca
- Službena stranica grada Egera
- Službena stranica grada Salgótarjána
- Turističke znamenitosti